# Сатурація

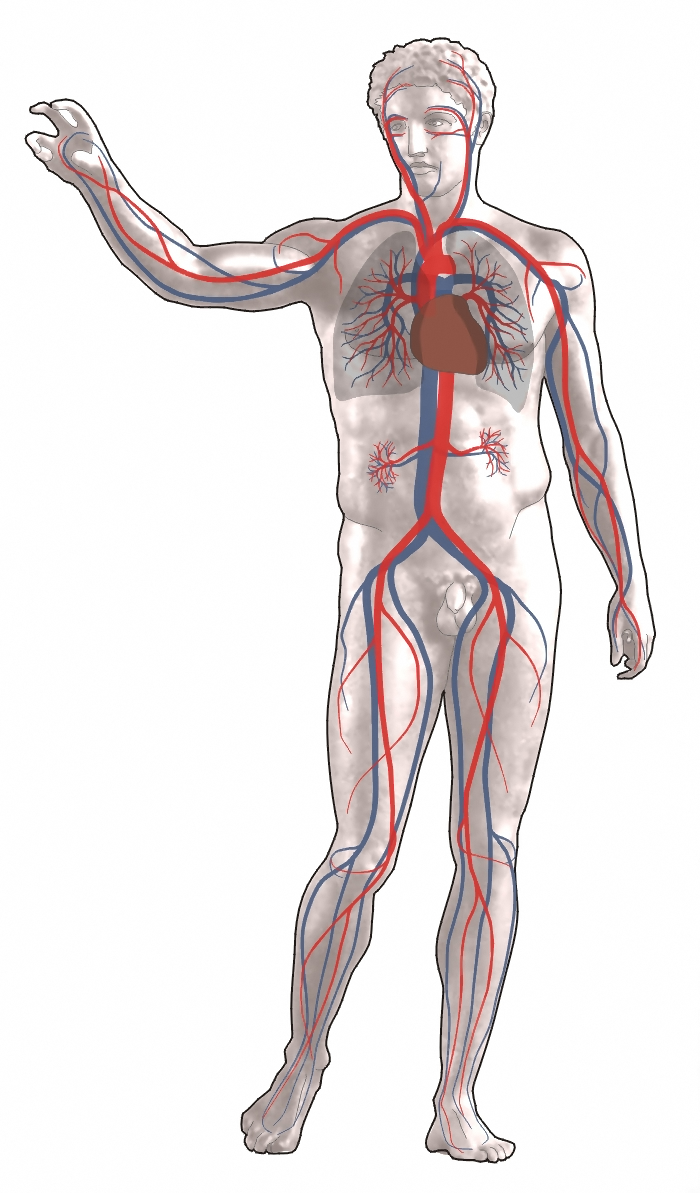
Циркуляція крові: Червоний = насичені киснем (артерії), Синій = ненасичені (вени)

Сатурація киснем крові (англ. oxygen saturation) — у медицині, це частка насиченого киснем гемоглобіну відносно загального гемоглобіну (ненасиченого + насиченого) в крові.
Оксигенація відбувається, коли молекули кисню ({\displaystyle {\ce {O_2}}}) потрапляють у тканини організму. Наприклад, кров окислюється в легенях, де молекули кисню рухаються з повітря в кров через стінки капілярів у міжальвеолярних перетинках.

## Позначення
Міжнародне позначення: {\displaystyle {\ce {SO_2}}}(сатурація кисню), в практичній діагностиці — {\displaystyle {\ce {SpO_2}}}, пульсоксиметрія (сатурація кисню та пульс), {\displaystyle {\ce {SvO_2}}} — сатурація венозної крові.
В Україні, згідно з офіційними документами, {\displaystyle {\ce {SaO_2}}} — насичення артеріальної крові киснем

## Показники
Організм людини вимагає і регулює достатньо точний і специфічний баланс кисню в крові. Нормальний рівень насичення киснем артеріальної крові у людини становить 95-100 відсотків. Якщо рівень нижче 90 відсотків, він вважається низьким і називається гіпоксемією. Рівень кисню в артеріальній крові нижче 80 відсотків може поставити під загрозу функціонування органів, таких як мозок та серце і може призвести до зупинки дихання і/або серця. За такої ситуації необхідна негайна медична лікувальна корекція. Проте, критичне насичення киснем організму людини є також небезпечним.
Для медичної корекції може застосовуватися киснева терапія, яка сприяє підвищенню рівня кисню в крові.
Оксигенація зазвичай використовується для позначення медичного насичення киснем.

## Визначення
Сатурацію визначають двома основними методами: 
- інвазивним
- неінвазивним

З неінвазивних методів, розповсюдженими є пульсоксиметрія, газова оксиметрія.